# بيتر أنكر
بيتر أنكر (بالنرويجية البوكمول: Peter Anker)‏ هو رسام ودبلوماسي نرويجي، ولد في 31 يوليو 1744 في هالدن في النرويج، وتوفي في 17 أبريل 1832 في كريستيانية في النرويج.